# Антропологічна школа в кримінальному праві
Антропологі́чна шко́ла (також ломброзіанство) — крайній реакційний напрям кримінального права, що розглядає злочинність як біологічне явище. 
Антропологічна школа виникла в 70-х рр. 19 століття. Засновником її був італ. психіатр Ломброзо. У книзі «Злочинна людина» (1876) він твердив, що існують «природжені злочинці», яких, незалежно від того, чи вчинили вони злочини, чи ні, можна визначити за властивими їм анатомічними та психічними ознаками. Ці злочинці, як вважав Ломброзо, невиправні, тому їх необхідно знешкоджувати, фізично знищуючи або довічно ув'язнюючи. До «природжених злочинців» він відносив також революціонерів, в тому числі діячів Паризької комуни. Концепція Ломброзо та його послідовників (Енріко Феррі, Гарофалло та ін.) як реакційна і псевдонаукова зазнала критики з боку передових вчених-природознавців, зокрема І. І. Мечникова.